# Погановци
Погановци су насељено место у саставу општине Подгорач, у Осјечко-барањској жупанији, Република Хрватска.

## Историја
Погановци са Будимцима су 1885. године потпадали под Даљски изборни срез, са својих 1540 душа.
До територијалне реорганизације у Хрватској налазили су се у саставу старе општине Нашице.

## Други светски рат
Случај присилног покатоличења српског живља села Будимци код Нашица казује јасно како су и поред отпора, сви Срби најзад били покатоличени после више узастопних претњи католичког свештеника Сидонија Шолца и свештеника Марића. И тек пошто су Срби из суседног села Погановци поклани зато што се нису хтели прекрстити, Срби из Будимаца су попустили.

## Становништво
На попису становништва 2011. године, Погановци су имали 235 становника.

## Попис 1991.
На попису становништва 1991. године, насељено место Погановци је имало 365 становника, следећег националног састава:
| Попис 1991.‍  | Попис 1991.‍  | Попис 1991.‍ | Попис 1991.‍ | Попис 1991.‍ |
| ------------ | ------------ | ----------- | ----------- | ----------- |
|              |              |             |             |             |
| Срби         | Срби         |             | 247         | 67,67%      |
| Хрвати       | Хрвати       |             | 43          | 11,78%      |
| Југословени  | Југословени  |             | 38          | 10,41%      |
| Словаци      | Словаци      |             | 4           | 1,09%       |
| неопредељени | неопредељени |             | 18          | 4,93%       |
| регион. опр. | регион. опр. |             | 1           | 0,27%       |
| непознато    | непознато    |             | 14          | 3,83%       |
| укупно: 365  |              |             |             |             |